# نبتة مقلدة
النبتة المقلدة (الاسم العلمي: Mimophytum)، جنس من النباتات المُزهرة من فصيلة الحمحمية. تتواجد أنواعه في شمال شرق المكسيك والمناطق المجاورة في تكساس بالولايات المتحدة. وهي تشبه جنس حشيشة السرة المرتبطة به ارتباطًا وثيقًا ولكنها مجموعة متميزة.